# Белененки
Беленёнки — опустевшая деревня в составе Мурашинского района Кировской области. 

## География
Находится на расстоянии примерно 32 километра по прямой на юго-запад от районного центра города Мураши.

## История
Деревня известна с 1891 года. В 1905 году здесь было учтено дворов 3 и жителей 19, в 1926 6 и 39, в 1950 7 и 20, в 1989 году 2 жителя . До 2021 года входила в Мурашинское сельское поселение Мурашинского района, ныне непосредственно в составе Мурашинского района.

## Население
Постоянное население  составляло 1 человек (русские 100%) в 2002 году, 0 в 2010.